# Удар пантеры
«Удар пантеры» — кинофильм.

## Сюжет
Джим Бакстер (Джим Ричардс) — преступник, владеющий искусством восточных единоборств. Он убегает из тюрьмы ради мести человеку, который засадил его, Джейсона (Эдвард Джон Стэйзэк). Джим похищает девушку Джейсона и вызывает его на поединок, который превращается в побоище с участием отряда ниндзя и спецназа.

## В ролях
- Джон Стэнтон — Уильям Андресон
- Эдвард Джон Стэйзэк — Джейсон Блейд
- Роуина Уоллес — Люси Эндрюс
- Джим Ричардс — Джим Бакстер
- Пэрис Джефферсон — Гемма Андерсон
- Зэйл Дэниэл — Коллин
- Билл МакКласки — Брэдфорд
- Геральд Хичкок
- Мэтью Куортермэйн

## Съёмочная группа
- Авторы сценария: Рональд Алан и Брайан Тренчард-Смит
- Исполнительные продюсеры: Грэм Дженнингс, Джудит Уэст
- Продюсер: Дэмиен Парер
- Сопродюсер: Беверли Вуд
- Композиторы: Брайан Бимиш, Гарри Хардмэн
- Оператор: Саймон Эккермэн
- Монтаж: Керри Ригэн, Дэвид Джэгер